# Romel Morales
Romel Oswaldo Morales Ramírez (Villavicencio, 23 agosto 1997) è un calciatore colombiano naturalizzato malaysiano, attaccante dello Johor Darul Ta'zim e della Nazionale malaysiana.

## Carriera

### Club
Ha iniziato la propria carriera in Argentina, nelle file del Banfield. Il 10 gennaio 2018 si è trasferito in Malaysia, al PKNS. Il 12 novembre 2019 è passato al Melaka. Il 15 febbraio 2021 è stato ufficializzato il suo trasferimento al Kuala Lumpur. Il 20 febbraio 2024 è passato allo Johor Darul Ta'zim.

### Nazionale
Nato in Colombia, il 19 dicembre 2023 ha ottenuto la cittadinanza malaysiana. Ha debuttato in Nazionale l'8 gennaio 2024, nell'amichevole Siria-Malaysia (2-2). Ha messo a segno la sua prima rete con la selezione malaysiana il 25 gennaio 2024, in Corea del Sud-Malaysia (3-3), siglando il gol del definitivo 3-3 al minuto 105. Ha partecipato, con la selezione malaysiana, alla Coppa d'Asia 2023. È sceso in campo, inoltre, nelle qualificazioni ai Mondiali 2026.

## Statistiche

### Cronologia presenze e reti in nazionale
Statistiche aggiornate al 24 dicembre 2024.

| Cronologia completa delle presenze e delle reti in nazionale ― Malaysia | Cronologia completa delle presenze e delle reti in nazionale ― Malaysia | Cronologia completa delle presenze e delle reti in nazionale ― Malaysia | Cronologia completa delle presenze e delle reti in nazionale ― Malaysia | Cronologia completa delle presenze e delle reti in nazionale ― Malaysia | Cronologia completa delle presenze e delle reti in nazionale ― Malaysia | Cronologia completa delle presenze e delle reti in nazionale ― Malaysia | Cronologia completa delle presenze e delle reti in nazionale ― Malaysia |
| Data                                                                    | Città                                                                   | In casa                                                                 | Risultato                                                               | Ospiti                                                                  | Competizione                                                            | Reti                                                                    | Note                                                                    |
| ----------------------------------------------------------------------- | ----------------------------------------------------------------------- | ----------------------------------------------------------------------- | ----------------------------------------------------------------------- | ----------------------------------------------------------------------- | ----------------------------------------------------------------------- | ----------------------------------------------------------------------- | ----------------------------------------------------------------------- |
| 8-1-2024                                                                | Doha                                                                    | Siria                                                                   | 2 – 2                                                                   | Malaysia                                                                | Amichevole                                                              | -                                                                       | 65’                                                                     |
| 15-1-2024                                                               | Al Wakrah                                                               | Malaysia                                                                | 0 – 4                                                                   | Giordania                                                               | Coppa d'Asia 2023 - Gironi                                              | -                                                                       | 63’                                                                     |
| 20-1-2024                                                               | Doha                                                                    | Bahrein                                                                 | 1 – 0                                                                   | Malaysia                                                                | Coppa d'Asia 2023 - Gironi                                              | -                                                                       | 75’                                                                     |
| 25-1-2024                                                               | Al Wakrah                                                               | Corea del Sud                                                           | 3 – 3                                                                   | Malaysia                                                                | Coppa d'Asia 2023 - Gironi                                              | 1                                                                       | 90+11’                                                                  |
| 21-3-2024                                                               | Mascate                                                                 | Oman                                                                    | 2 – 0                                                                   | Malaysia                                                                | Qual. Mondiali 2026                                                     | -                                                                       |                                                                         |
| 26-3-2024                                                               | Kuala Lumpur                                                            | Malaysia                                                                | 0 – 2                                                                   | Oman                                                                    | Qual. Mondiali 2026                                                     | -                                                                       |                                                                         |
| 4-9-2024                                                                | Kuala Lumpur                                                            | Malaysia                                                                | 2 – 1                                                                   | Filippine                                                               | Amichevole                                                              | -                                                                       | 83’                                                                     |
| 8-9-2024                                                                | Kuala Lumpur                                                            | Malaysia                                                                | 1 – 0                                                                   | Libano                                                                  | Amichevole                                                              | 1                                                                       |                                                                         |
| 14-10-2024                                                              | Auckland                                                                | Nuova Zelanda                                                           | 4 – 0                                                                   | Malaysia                                                                | Amichevole                                                              | -                                                                       | 79’                                                                     |
| 25-3-2025                                                               | Iskandar Puteri                                                         | Malaysia                                                                | 2 – 0                                                                   | Nepal                                                                   | Qual. Coppa d'Asia 2027                                                 | -                                                                       | 74’                                                                     |
| Totale                                                                  |                                                                         | Presenze                                                                | 10                                                                      |                                                                         | Reti                                                                    | 2                                                                       |                                                                         |

## Palmarès

### Club

#### Competizioni nazionali
- Liga Super: 1

Johor Darul Ta'zim: 2024-2025
- Coppa della Malaysia: 1

Johor Darul Ta'zim: 2024-2025